# راي فريمان
راي فريمان (بالإنجليزية: Ray Freeman)‏ هو كيميائي بريطاني وبروفيسور فخري في كلية يسوع ‏ بينما يكمل عمله في مطيافية الرنين المغناطيسي النووي.

## تعليمه
درس راي في مدرسة نوتنغهام الثانوية ‏ ثم حصل على منحة دراسية إلى كلية لينكولن (أكسفورد) في ديسمبر من عام 1949.